# 火山噴發類型

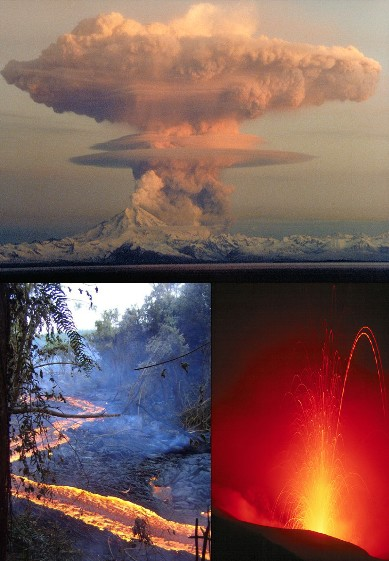
部分火山活動時所形成的噴發結構：普林尼式火山噴發的喷发柱（上），夏威夷式火山噴發流溢的繩狀熔岩（左），史湯玻利式火山噴發的熔岩（右）。

火山噴發是指火山口或火山裂縫排出熔岩、火山噴發碎屑（火山灰、火山礫、火山彈和火山塊）以及各種氣體的過程。根據火山學家定義，火山噴發可分為數種類型，通常以該模式中著名的火山命名。部分火山在一次活躍期間只呈現單一噴發特徵，也有其他種火山在一次噴發過程表現多種噴發類型。
火山噴發依據產物可區分為三種主要類型：最普遍可見的岩漿噴發（magmatic eruption），即地底深處的氣體降壓、推動岩漿上升而噴發；准岩浆型火山喷发，是由壓縮氣體推動岩漿，過程與岩漿噴發正好相反；潜水蒸气喷发則是地下水或地表水因為與岩漿接觸，轉為過熱的蒸氣而後噴發。上述三種噴發類型通常不會伴隨岩漿釋放，而是促成原有岩石粒化。
火山噴發依據不同條件又可細分為數種類型。其中，噴發強度最弱的是夏威夷式和海底火山，其次為斯特龍伯利式火山噴發，接著是伏爾坎寧式（火山島式）和淺海式火山噴發。噴發強度較強的則有培雷式，緊接著是普林尼式；最強的稱為「超普林尼式火山噴發」。此外，冰下噴發和蒸氣噴發依據噴發機制不同而分立，兩者在噴發強度上也有所差異。火山爆發指數（Volcanic Explosivity Index，簡稱）是現今量度噴發強度的主要方法；它分為0級到8級，各級別並普遍能對應到火山的噴發類型。

## 噴發機制
火山噴發可由三種主要機制：
- 氣體降壓後釋出，造成岩漿噴發。

图中显示喷發物总容量与火山爆發指數（VEI）规模的关系。

- 岩漿與水接觸後冷卻而產生熱收縮，引發准岩浆型火山喷发。
- 蒸氣夾帶顆粒而噴發，稱為潜水蒸气喷发。[1]

## 延伸閱讀
- . University of California Press. 1985: 258  [2010-08-05]. ISBN 978-0-520-05241-3. （原始内容存档于2011-07-19）. 使用|coauthors=需要含有|author= (帮助)
- . Journal of Volcanology and Geothermal Research. Volcanic Eruption Mechanisms - Insights from intercomparison of models of conduit processes. 2005-05, 143 (1-3): 133–151  [2010-08-05]. Bibcode:2005JVGR..143..133S. doi:10.1016/j.jvolgeores.2004.09.014. 使用|coauthors=需要含有|author= (帮助)
- Pyle, D. M. . Bulletin of Volcanology. 1989-01, 51 (1): 1–15. Bibcode:1989BVol...51....1P. doi:10.1007/BF01086757.
- (PDF). Journal of Geophysical Research. 2003-10-28, 108 (B10)  [2012-08-28]. Bibcode:2003JGRB..108.2504R. doi:10.1029/2001JB000818. （原始内容存档 (PDF)于2015-09-24）. 使用|coauthors=需要含有|author= (帮助)
- William Henry Mathews. . American Journal of Science. 1947-09, 245 (9): 560–570  [2012-08-28]. doi:10.2475/ajs.245.9.560. （原始内容存档于2011-09-29）.. 此為比爾·馬修斯的原版指標性論文，首度描述平頂火山和冰下噴發

## 外部連結
- 火山噴發對大氣的影響 （页面存档备份，存于），洪逸文、陳正達責任編輯，國科會高瞻計畫